# Список эпизодов телесериала «Кайл XY»
Ниже представлен список эпизодов телесериала «Кайл XY», выходившего в эфире США с 26 июня 2006 по 16 марта 2009 года на канале ABC Family — всего было снято 43 эпизода в составе трёх сезонов.

## Обзор
| Сезон | Кол-во эпизодов | Премьера       | Окончание       | Регион 1        | Регион 2        | Регион 4       |
| ----- | --------------- | -------------- | --------------- | --------------- | --------------- | -------------- |
| 1     | 10              | 26 июня 2006   | 28 августа 2006 | 22 мая 2007     | 4 августа 2008  | 3 декабря 2008 |
| 2     | 23              | 11 июня 2007   | 17 марта 2008   | 30 декабря 2008 | 22 декабря 2009 | 11 марта 2009  |
| 3     | 10              | 12 января 2009 | 16 марта 2009   | 22 декабря 2009 | 13 мая 2010     | 4 ноября 2009  |

## Эпизоды

### Сезон 1
| № | №  | Название / Оригинальное название              | Режиссёр         | Сценарист                                     | Премьера в США  |
| --- | -- | --------------------------------------------- | ---------------- | --------------------------------------------- | --------------- |
| 1 | 1  | «Pilot / Начало»                              | Гил Джангер      | Эрик Брес и Джей Мэки Грубер                  | 26 июня 2006    |
| Загадочный подросток без пупка и с амнезией появляется в лесу на окраине Сиэтла голый и покрытый розовым липким веществом. Он бродит по городу, пока не оказывается арестованным местной полицией. Трегеры берут к себе Кайла как члена семьи. |    |                                               |                  |                                               |                 |
| 2 | 2  | «Sleepless In Seattle / Неспящий в Сиэттле»   | Майк Рол         | Эрик Тачмен                                   | 3 июля 2006     |
| Кайл узнает, что такое время, и удивляется, почему все так зациклены на нём. У Кайла бессонница. Он обдумывает, как и зачем люди спят. |    |                                               |                  |                                               |                 |
| 3 | 3  | «The Lies That Bind / Связующая ложь»         | Холли Дейл       | Куртис Хил                                    | 10 июля 2006    |
| Кайл узнаёт, что такое ложь. Лори оставляет Кайла дома, и Джош вынуждает его сделать тест для своей летней школы. В начале эпизода полиция находит в лесу скелет и считает, что Кайл может быть причастен к этому. |    |                                               |                  |                                               |                 |
| 4 | 4  | «Diving In / Погружение»                      | Майк Рол         | Джули Плек                                    | 17 июля 2006    |
| Кайл видит свой первый сон, в котором он плавает с Амандой в бассейне. Он пытается понять свои чувства к ней. Проводя время в местном бассейне с Лори и Джошем, Кайл ныряет в бассейн, и Аманда спасает его, что приводит к эрекции Кайла – новой и непонятной для него реакции организма. Хилари убеждает Лори переспать на вечеринке с Декланом, что она и делает. Кайл ожидает Аманду на вечеринке чтобы отдать ей рисунок, сделанный для неё, но она представляет ему своего парня, Чарли, и Кайл чувствует, что его сердце разбито. Тем временем на той же вечеринке Джош пристает к девушке у бассейна, но его прерывают родители организатора вечеринки. |    |                                               |                  |                                               |                 |
| 5 | 5  | «This Is Not a Test / Это не проверка»        | Пэт Уилльямс     | Брайан М. Холдман                             | 24 июля 2006    |
| Николь хочет провести вечер наедине со Стивеном, но внезапно она слышит звон разбитого стекла где-то в доме. Том Фосс, загадочный человек, устанавливает «жучки» по всему дому Трегеров. Кайл, Лори и Джош испытывают трудности в первый день школы. |    |                                               |                  |                                               |                 |
| 6 | 6  | «Blame It On The Rain / Во всё виноват дождь» | Мишелль МакЛарен | Элли Тридман                                  | 31 июля 2006    |
| Неожиданно долго затянувшийся дождь собирает членов семьи Трегеров дома, где постепенно начинают открываться тайны. После ночи, полной кошмаров, Кайл озабочен отсутствием информации о своем происхождении, поэтому начинает гадать, узнает ли он когда-нибудь, кто он на самом деле. |    |                                               |                  |                                               |                 |
| 7 | 7  | «Kyle Got Game / Кайл в игре»                 | Пэт Уилльямс     | Стивен Лилиен и Брайан Винбрандт              | 7 августа 2006  |
| Обеспокоенная ночными кошмарами Кайла, Николь продолжает поиски человека, который ему там является и, возможно, скелет которого был найден в лесу. В то же время Кайл начинает успешно играть в баскетбол, и Джош, который делал ставки на него, получает даже больше, чем рассчитывал. |    |                                               |                  |                                               |                 |
| 8 | 8  | «Memory Serves / Услужливая память»           | Гай Норман Би    | Майкл Оутс Палмер                             | 14 августа 2006 |
| Кайл становится ещё больше обеспокоен своим прошлым, что не остается незамеченным Трегерами. Чтобы найти ответы на свои вопросы, он едет в Вашингтонский университет, где узнаёт об Адаме Бэйлине, выдающемся студенте, который пропал 20 лет назад. Кайл отмечает поразительное сходство между собой и Адамом. |    |                                               |                  |                                               |                 |
| 9 | 9  | «Overheard / Подслушанное»                    | Майкл Робисон    | Стивен Лилиен, Эрик Тачмен и Брайан Винбрандт | 21 августа 2006 |
| После предупреждения Тома Фосса в лесу, Кайл решает оставить попытки узнать больше о своем прошлом, но, убежденный Николь и своими новыми способностями суперслуха и чтения по губам, возобновляет поиски. |    |                                               |                  |                                               |                 |
| 10 | 10 | «Endgame / Конец игры»                        | Майкл Робисон    | Джули Плек и Брайан М. Холдман                | 28 августа 2006 |
| Семейная пара, Дэвид и Джули Петерсон, утверждающие, что они – биологические родители Кайла, появляются в больнице, чтобы забрать его к себе домой. Кайл сомневается в том, что Петерсоны его родители. Том Фосс рассказывает Кайлу о его происхождении и предупреждает о грозящей опасности. После встречи с Фоссом Кайл притворяется, что вспомнил Петерсонов, поскольку хочет защитить Трегеров, и уезжает. Петерсоны привозят Кайла к Адаму Бэйлину. |    |                                               |                  |                                               |                 |

### Сезон 2
| № | №  | Название / Оригинальное название                                                              | Режиссёр       | Сценарист                         | Премьера в США  |
| --- | -- | --------------------------------------------------------------------------------------------- | -------------- | --------------------------------- | --------------- |
| 11 | 1  | «The Prophet / Пророк»                                                                        | Майкл Робисон  | Эрик Тачмен                       | 11 июня 2007    |
| После долгого путешествия Кайл наконец начинает находить ответы на вопросы, которые его тревожили. Адам Бэйлин показывает ему, на что способен его разум и учит, как развивать его. Наёмник из Зизикса убивает Адама, и Кайл возвращается к Трегерам. |    |                                                                                               |                |                                   |                 |
| 12 | 2  | «The Homecoming / Возвращение домой»                                                          | Пэт Уилльямс   | Томми Томпсон                     | 18 июня 2007    |
| Вернувшись к Трегерам под предлогом смерти Петерсонов, Кайл понимает, что теперь должен скрывать правду от всех, включая Деклана. Фосс уничтожает штаб-квартиру Зизикса. Взрыв даёт возможность второму «экспериментальному объекту» Зизикса под номером 781228 сбежать. |    |                                                                                               |                |                                   |                 |
| 13 | 3  | «The List Is Life / Жизнь по списку»                                                          | Пэт Уилльямс   | Джули Плек                        | 25 июня 2007    |
| На вечеринке Кайл, сам того не подозревая, впервые видит объект 781228; после этого он спасает девушку из горящего дома, не получив ожогов. Чарли, парень Аманды, попадает в школьный список в качестве наиболее изменяющего человека, а Хиллари признаётся, что переспала с ним. Лори и Деклан расстаются. |    |                                                                                               |                |                                   |                 |
| 14 | 4  | «Balancing Act / Выравнивание»                                                                | Майкл Робисон  | Стивен Лилиен и Брайан Винбрандт  | 2 июля 2007     |
| Фосс встревожен новостью о жестоком убийстве в лесу. Попытки Деклана раскрыть секрет Кайла могут иметь очень плохие последствия. |    |                                                                                               |                |                                   |                 |
| 15 | 5  | «Come To Your Senses / Чутьё»                                                                 | Морган Беггс   | Чед Фивиш и Джеймс Патрик Статеру | 9 июля 2007     |
| Николь возвращается к работе психолога. Её пациенткой становится Джесси, девушка с трудным и жестоким детством, которую приводит к психологу сестра Джесси — Эмили Холландер. На самом деле все далеко не так просто: Джесси — это «перепрограммированный» объект 781228, задачей которого является сближение с Кайлом… Тем временем Кайл помогает Аманде найти украденный браслет, Джош получает выговор от родителей за курение травки, а Стивена приглашают на собеседование на новую работу. |    |                                                                                               |                |                                   |                 |
| 16 | 6  | «Does Kyle Dream Of Electric Fish? / О чём ты мечтаешь, Кайл?»                                | Крис Гризмер   | Р. Пи. Габорно и Крис Холлиер     | 16 июля 2007    |
| После многочисленных видений, каждое из которых сбылось, Кайл делает вывод, что способен предсказывать будущее. Используя подсказки из своих видений, Кайл погружается глубже в исследования Бэйлина и надеется найти ответы на вопросы. |    |                                                                                               |                |                                   |                 |
| 17 | 7  | «Free To Be You & Me / Свободные быть собой»                                                  | Гай Норман Би  | Джули Плек                        | 23 июля 2007    |
| Аманда и Кайл заняты подготовкой к своему первому свиданию. Обнаружив зашифрованное послание от Адама о Фоссе, Кайл задает себе вопрос, кому он может доверять, а кому — нет. Студенты, которым отказали в продаже билетов на весенний бал, организуют свою вечеринку, на которую приходит Джесси. Эмили, запретившая ей приходить на неё, внезапно объявляется и пытается забрать «сестру» домой, однако последствия их перепалки удивляют всех… |    |                                                                                               |                |                                   |                 |
| 18 | 8  | «What’s The Frequency, Kyle? / На одной волне»                                                | Крис Гризмер   | Стивен Лилиен и Брайан Винбрандт  | 30 июля 2007    |
| Стивен, давно поссорившийся со своим отцом, узнаёт, что тот в коме; видения Кайла помогают отцу и сыну вновь наладить отношения незадолго до смерти Трегера-старшего. Эмили встревожена отсутствием у Джесси успехов в лечении. Кайл и Аманда совершают свой первый поцелуй. |    |                                                                                               |                |                                   |                 |
| 19 | 9  | «Ghost In The Machine / Призрак в машине»                                                     | Гай Норман Би  | Эрик Бресс и Джей Мэки Грубер     | 6 августа 2007  |
| Лори, Деклан, Кайл, Джесси, Джош и Аманда отправляются отдохнуть на природе, в результате чего набредают на развалины Зизикса. Джош и Энди узнают друг о друге кое-что неожиданное и очень важное. Кайл и Деклан подозревают, что Джесси влюблена в Кайла. Аманда не уверена, действительно ли они с Кайлом подходят друг другу. Кайл находит загадочную коробку, оставленную для него Адамом Бэйлином. |    |                                                                                               |                |                                   |                 |
| 20 | 10 | «House Of Cards / Карточный домик»                                                            | Пэт Уилльямс   | Чед Фивиш и Джеймс Патрик Статеру | 13 августа 2007 |
| Кайл обнаруживает, что для открытия коробки нужно кольцо Адама. К несчастью, оно больше не у Кайла, однако, новый хозяин кольца — начальник Стивена по имени Джулиан Баллентайн — объявляется на званом обеде у Трегеров. При помощи Фосса и Деклана Кайл разрабатывает план по проникновению в Мадакорп и краже кольца у Джулиана. Тем временем Лори начинает подозревать своего отца в том, что он изменяет её маме с Эмили Холландер, его коллегой в Мадакорп. Николь замечает, что Джесси рисует, как и Кайл, используя техники пуантилизма. Однако, более примечательно то, что на её рисунках тот же символ Зизикса, что и на рисунках Кайла. |    |                                                                                               |                |                                   |                 |
| 21 | 11 | «Hands On A Hybrid / Странная особь»                                                          | Рейчел Талалей | Брайан М. Холдман                 | 20 августа 2007 |
| На благотворительном мероприятии Кайл вызывает стертые воспоминания Джесси об её освобождении из Зизикса |    |                                                                                               |                |                                   |                 |
| 22 | 12 | «Lockdown / Взаперти»                                                                         | Майкл Робисон  | Чарли Дейн и Джули Плек           | 27 августа 2007 |
| Кайл уходит, чтобы все исправить. |    |                                                                                               |                |                                   |                 |
| 23 | 13 | «Leap Of Faith / Прыжок веры»                                                                 | Рейчел Талалей | Эрик Тачмен                       | 3 сентября 2007 |
| Сами того не подозревая, Кайл и Джесси находят Адама Бейлина, который находиться в коме. Тем временем семья Трегеров узнает от Фосса об истинной природе Кайла, но не все. |    |                                                                                               |                |                                   |                 |
| 24 | 14 | «To C.I.R., With Love / Корпорации, с любовью»                                                | Гай Норман Би  | Чед Фивиш и Джеймс Патрик Статеру | 14 января 2008  |
| Кайл укрощает «Мадакорп». |    |                                                                                               |                |                                   |                 |
| 25 | 15 | «The Future’s So Bright, I Gotta Wear Shades / Будущее такое яркое, что я должен надеть очки» | Крис Гризмер   | Стивен Лилиен и Брайан Винбрандт  | 21 января 2008  |
| Джесси стремится стать знаменитой используя свои способности, но это стремление выходит ей боком. |    |                                                                                               |                |                                   |                 |
| 26 | 16 | «Great Expectations / Большие ожидания»                                                       | Джон Кретчмер  | Брайан М. Холдман                 | 28 января 2008  |
| Кайл с помощью Лори и Джоша придумывает план, для разговора с Амандой, которую мать заперла в доме. |    |                                                                                               |                |                                   |                 |
| 27 | 17 | «Grounded / Домашний арест»                                                                   | Майкл ДеКарло  | Пи. Р. Габорно и Крис Холлиер     | 4 февраля 2008  |
| Кайл прячет Аманду. |    |                                                                                               |                |                                   |                 |
| 28 | 18 | «Between A Rack & A Hard Place / Между молотом и наковальней»                                 | Джеймс Хид     | Чед Фивиш и Джеймс Патрик Статеру | 11 февраля 2008 |
| Кайл и Аманда работают в кафетерии. |    |                                                                                               |                |                                   |                 |
| 29 | 19 | «First Cut Is The Deepest / Слово — не воробей»                                               | Майкл Робисон  | Дэвид А. Вайнштейн                | 18 февраля 2008 |
| Кайл и Джесси расследуют жизнь мамы Джесси. |    |                                                                                               |                |                                   |                 |
| 30 | 20 | «Primary Colors / Основные цвета»                                                             | Питер ДэЛуис   | Брайан М. Холдман                 | 25 февраля 2008 |
| Кайл получает послание от мамы Джесси. |    |                                                                                               |                |                                   |                 |
| 31 | 21 | «Grey Matters / Серое вещество»                                                               | Майкл Робисон  | Эрик Тачмен                       | 3 марта 2008    |
| Кайл встречается с мамой Джесси. |    |                                                                                               |                |                                   |                 |
| 32 | 22 | «Hello / Привет»                                                                              | Питер ДэЛуис   | Майкл Бернс                       | 10 марта 2008   |
| Джесси встречается с мамой. |    |                                                                                               |                |                                   |                 |
| 33 | 23 | «I’ve Had The Time Of My Life / Лучшее время моей жизни»                                      | Майкл Робисон  | Джули Плек                        | 17 марта 2008   |
| Кайл теряет Аманду. |    |                                                                                               |                |                                   |                 |

### Сезон 3
| №                                                | №  | Название / Оригинальное название                            | Режиссёр      | Сценарист                        | Премьера в США  |
| ------------------------------------------------ | -- | ----------------------------------------------------------- | ------------- | -------------------------------- | --------------- |
| 34                                               | 1  | «It Happened One Night / Это случилось однажды ночью»       | Крис Гризмер  | Эрик Тачмен                      | 12 января 2009  |
| Кайл находит Аманду.                             |    |                                                             |               |                                  |                 |
| 35                                               | 2  | «Psychic Friend / Друг-ясновидящий»                         | Майкл Робисон | Джули Плек                       | 19 января 2009  |
| Кайл пытается предостеречь Аманду от опасности.  |    |                                                             |               |                                  |                 |
| 36                                               | 3  | «Electric Kiss / Электрический поцелуй»                     | Крис Гризмер  | Гейли Абрамс                     | 26 января 2009  |
| Кайл и Аманда расстаются.                        |    |                                                             |               |                                  |                 |
| 37                                               | 4  | «In The Company Of Men / В мужской компании»                | Гай Норман Би | Дэниэл Аркин                     | 2 февраля 2009  |
| Кайл напивается в баре.                          |    |                                                             |               |                                  |                 |
| 38                                               | 5  | «Life Support / Жизнеобеспечение»                           | Майкл Робисон | Брайан М. Холдман                | 9 февраля 2009  |
| Кайл принимает роды.                             |    |                                                             |               |                                  |                 |
| 39                                               | 6  | «Welcome To Latnok / Добро пожаловать в Латнок»             | Гай Норман Би | Р. П. Габорно и Крис Холлиер     | 16 февраля 2009 |
| Кайл участвует в научном конкурсе.               |    |                                                             |               |                                  |                 |
| 40                                               | 7  | «Chemistry 101 / Химия, курс 101»                           | Джеймс Хид    | Стивен Лилиен и Брайан Винбрандт | 23 февраля 2009 |
| Кайл помогает устроить вечеринку.                |    |                                                             |               |                                  |                 |
| 41                                               | 8  | «The Tell-Tale Heart / Предательское сердце»                | Питер ДэЛуис  | Гейли Абрамс и Брайан Ридингс    | 2 марта 2009    |
| Кайл помогает Джесси вспомнить.                  |    |                                                             |               |                                  |                 |
| 42                                               | 9  | «Guess Who’s Coming To Dinner / Угадай, кто придёт на ужин» | Джеймс Хид    | Дэниэл Аркин и Андреа Конвэй     | 9 марта 2009    |
| Кайл приглашает Кэссиди на ужин со своей семьей. |    |                                                             |               |                                  |                 |
| 43                                               | 10 | «Bringing Down The House / Снести этот дом!»                | Питер ДэЛуис  | Джули Плек и Брайан Янг          | 16 марта 2009   |
| Кайл пытается остановить Латнок.                 |    |                                                             |               |                                  |                 |